# Алтынов, Николай Николаевич
Никола́й Никола́евич Алты́нов (10 февраля 1924 года — 29 июля 1997 года) — участник Великой Отечественной войны, механик-водитель танка 219-й танковой бригады 1-го механизированного корпуса 2-й гвардейской танковой армии 1-го Белорусского фронта. Герой Советского Союза (24.03.1945), старшина.

## Биография
Родился в деревне Осоко-Ковали в Татарии в крестьянской семье. По национальности русский. Член ВКП(б)/КПСС с 1944 года. Получив неполное среднее образование работал бригадиром тракторной бригады Юдинской МТС.
Призван в Красную Армию в августе 1942 года.
На фронтах Великой Отечественной войны с августа 1943 года. Старшина Алтынов прошёл с боями на танке свыше четырёхсот километров, им было уничтожено большое количество живой силы и техники противника. 21 января 1945 года первым переправился по мосту через реку Нотець и одним из первых атаковал и уничтожил артиллерийскую батарею врага в городе Кройц (ныне Кшиж-Велькопольский, Польша).
Указом Президиума Верховного Совета СССР от 24 марта 1945 года
за образцовое выполнение боевых заданий Командования на фронте борьбы с немецкими захватчиками и проявленные при этом отвагу и геройство

старшине Алтынову Николаю Николаевичу присвоено звание Героя Советского Союза с вручением ордена Ленина и медали «Золотая Звезда».
Демобилизован в мае 1947 года. Жил в Казани. С 1970 по 1988 год работал слесарем-ремонтником компрессорных установок на Казанском моторостроительном заводе «Союз». Умер 29 июля 1997 года. Похоронен на кладбище деревни Берновые Ковали.

## Награды
- Медаль «Золотая Звезда» Героя Советского Союза
- Орден Ленина
- Орден Отечественной войны I степени
- Орден Красной Звезды
- Орден Славы III степени
- Медали, в том числе:
  - Медаль «За победу над Германией в Великой Отечественной войне 1941—1945 гг.»
  - Юбилейная медаль «Двадцать лет Победы в Великой Отечественной войне 1941—1945 гг.»
  - Юбилейная медаль «Тридцать лет Победы в Великой Отечественной войне 1941—1945 гг.»
  - Юбилейная медаль «Сорок лет Победы в Великой Отечественной войне 1941—1945 гг.»